# Николо-Чернеевский монастырь
Николо-Чернеевский монастырь — мужской монастырь Скопинской епархии Русской православной церкви, расположенный в селе Старочернеево на правом берегу реки Цны в 18 километрах от Шацка.

## История
Монастырь во имя Святителя и Чудотворца Николая основан в 1573 году иеромонахом Матфеем (донской казак Матвей) в густом тёмном лесу, отсюда название — Николо-Чернеев. В древних актах он назывался также «Матфеевою пустынью». Монастырь ещё называли казачьим, поскольку в строительстве принимало участие донские казаки: «они-де издавна тот Чернеев монастырь всем войском Донским и доныне строят и многие вклады дают», — писал в 1663 году атаман Осип Петров. К концу XVII века Матфеевой пустыни уже принадлежало более 600 крестьянских дворов, пахотные земли, обширные лесные угодья, сенокосы, рыбные ловли. Монастырь богател преимущественно благодаря вкладам донских казаков: возвратившись из похода, казаки просили на кругу Войска Донского разрешения отправиться на богомолье, «обещаясь помолиться в Москве московским чудотворцам и великому чудотворцу Николаю в Чернеевском монастыре».
Первоначально, в сношения с Московским государством монастырь входил через Черкасский казачий круг. С 1686 года монастырь отошёл к Тамбовской епархии. Казакам впредь запрещалось вмешиваться в дела обители и принимать кого-либо из её насельников у себя на Дону, но разрешалось делать вклады в Чернеевский монастырь, посещать его, а при достойном поведении — постригаться там в монашество.
Её настоятелям с давних пор было присвоено звание архимандритов. В 1725—1764 годах к монастырю был приписан Вышенский Успенский монастырь. В 1764 году оставлен за штатом, а в мае 1818 года вновь стал штатным.
Он числился, по расписанию, в 3-м классе, и имел братии до 30-ти человек.
Монастырь с 1912 года был женским. Настоятельницей монастыря была игумения Маргарита. Количество сестёр монастыря достигало 40 человек.
В 1926 году монастырь был закрыт, пребывание сестёр в нём было запрещено, однако монастырский храм продолжал действовать до 1936 года.
После закрытия храма монастырь был передан местному совхозу для использования в жилищно-бытовых целях; внутри соборного никольского храма разместили зернохранилище, а в пристройке к храму — мельницу; в храме Казанской иконы Божией Матери находились магазин и склад, а на верхнем ярусе колокольни был установлен водонапорный бак. В братских корпусах жили простые рабочие, а в одном из зданий было правление совхоза.
В 1970 году монастырь был передан на баланс Желанновского краеведческого музея, директор которого — Николай Илларионович Панин — стал осуществлять посильную реставрацию зданий монастыря.
В 1991 году монастырь был передан Русской Православной Церкви для возобновления монашеской жизни и Богослужения. Первым настоятелем (вновь мужского монастыря), в 1991—1993 годах, был игумен Феодосий (Агапов); затем — игумен Пимен (Баханов); с сентября 1998 года — Феофан (Данченков). С 14 декабря 2018 года - архимандрит Феодосий (Иванов).

## Здания монастырского ансамбля
Архитектурный комплекс монастыря складывался на протяжении XVII—XIX веков. Первоначально постройки были деревянными, затем началось каменное строительство.
- Никольский собор
После того как в 1738 году сгорел деревянный храм во имя святителя Николая и Рождества Пресвятой Богородицы, был построен новый соборный, одностолпный (по образцу московской Грановитой палаты), каменный — святителя Николая Чудотворца (1738—1751 годах, освящен в 1756 году), с двумя алтарями — в честь святителя Николая и Рождества Пресвятой Богородицы (возобновлен после пожара в 1860 году). Славился архитектурой и богатым деревянным, резным иконостасом, занимавшим всю восточную стену. В соборе отличная акустика, чему способствую глиняные трубы и горшки, замурованные в стены.

- Казанская церковь
В 1838 году при игумене Иосифе был сооружён тёплый двухэтажный храм: внизу — храм Всех Святых, вверху — Казанской иконы Божией Матери. Восстановлен после пожара 1860 года, нижний этаж освящен во имя Архистратига Михаила.

- Колокольня
В 1812 году в центре западной стены была возведена сорокапятиметровая трёхъярусная колокольня в нижнем ярусе которой были устроены проездные ворота. В среднем ярусе колокольни был устроен храм первоверховных апостолов Петра и Павла (освящен в 1813 году).

- Каменные стены с башнями по углам — середины XVIII века.

## Настоятели
- Николай (Соколов) (15 февраля 1821—1822)
- Иосиф (Позднышев) (1855)
- Митрофан (Флоринский) (6 сентября 1874—1876)
- Феодосий (Агапов) (1991—1993)
- Пимен (Баханов) (1993—1997)
- Филарет (Кулешов) (1997—1998)
- Феофан (Данченков) (9 сентября 1998—2017)
- Феодосий (Иванов) (с 14 декабря 2018 по настоящее время)